# ديفيد جيمس وايلي
ديفيد جيمس وايلي هو سياسي كندي، ولد في 1859، وتوفي في 1 سبتمبر 1932. انتخب عضو المجلس التشريعي في ساسكاتشوان ‏.